# Église Saint-Hilaire de Sermaise
L'église Saint-Hilaire est une église située à Sermaise, en France.

## Localisation
L'église  Saint-Hilaire est située dans le département français de Maine-et-Loire, sur la commune de Sermaise.

## Description
C'est la seule du secteur à présenter une architecture en forme de croix latine.
L'ajout d'une chapelle seigneuriale appelée Saint Jean-Baptiste au XVe siècle accolée à l'édifice principal étonne. Celle-ci a été érigée sous les ordres de Louis de Beauvau, sénéchal d'Anjou du Roi René.

## Historique
Un passé historique fort est attesté dès le XIIe siècle ; son existence s'avère plus ancienne, aux environs de l'an mil.
L'édifice est inscrit au titre des monuments historiques en 1973.
La fondation La Sauvegarde de l'art français a versé deux aides, l’une de 20 000 francs en 1993 et l’autre de 40 000 francs en 1994, afin de financer la remise en état des maçonneries, fortement dégradées, des fenêtres du XVe s. [2].